# Leutário II
Leutário II (em latim: Leutharius; em grego: Λεύθαρις; romaniz.: Leútharis) foi um duque da Alamânia de meados do século VII, possivelmente aparentado com o duque homônimo que esteve ativo com seu irmão Butilino na Itália. Frequentou a corte do rei da Austrásia Sigeberto III (r. 634–656/660) e em 641/642 ou 643 assassinou seu mordomo do palácio Otão para Grimoaldo, o Velho, que então assumiu esta posição.